# VHF
VHF er en forkortelse for det engelske tekniske begreb Very High Frequency ("Meget Høj Frekvens"), hvilket er elektromagnetiske bølger med en frekvens på mellem 30 MHz og 300 MHz.
En VHF-radio er et apparat til talekommunikation (kaldtes også tidligere en radiotelefon).
I VHF-båndet (dvs. VHF-frekvensområdet) er man i nogen grad afhængig af at der er fri sigt mellem sende- og modtageantenner, specielt i den høje del af båndet, da VHF-signaler ikke følger jordens krumning i samme grad som lavere frekvenser. Dette betyder at f.eks. tv- og radiostationer, der skal dække større områder eller bjergrigt landskab er henvist til høje master og stor sendeeffekt.